# 塔拉·懷特
塔拉·懷特（Tarra White，原名Martina Mrakviová，1987年11月19日—）是捷克色情演員。塔拉目前是 Private Media Group 專屬女星。

## 生平
塔拉五歲起就希望能成為脫衣舞者，並在房裡表演脫衣舞。13歲，她希望能成為色情演員，開始穿媽媽的高跟鞋練習姿勢。在母親發現後對此十分不悅。她的初夜出現在16歲。
塔拉在18歲生日當天加入成人業界。 她第一次拍攝是在布拉格大学前。 她因必須在大街上並在許多人面前裸露，過於緊張，一直忘記看鏡頭。
2008年5月起，塔拉擔任成人電視台《Red News》的新聞播報員。

## 獎項
- 2006 Golden Star (Prague Erotica Show) – 最佳新人[3]
- 2007 Golden Star – 最佳捷克女色情演員[3]
- 2008 FICEB Ninfa Award – 最佳女配角 –《Wild Waves》[7]
- 2009 Hot D'Or – 最佳歐洲女表演者[8]
- 2009 Hot D'Or – 最佳歐洲女演員 –《Billionaire》[8]